# Cerocala scapulosa
Cerocala scapulosa là một loài bướm đêm trong họ Erebidae.